# Grootegeluk
Grootegeluk (deutsch "großes Glück") ist ein Kohletagebau im Waterberg-Kohlefeld der südafrikanischen Provinz Limpopo. Er wird von Exxaro betrieben. Das Bergwerk ist 20 Kilometer von Lephalale entfernt und beschäftigt 3200 Mitarbeiter. Es werden 26 Mio. Tonnen Kohle pro Jahr produziert. Die Abbaukonzession umfasst eine geschätzte Kohlenreserve von 3261 Mio. t und eine gemessene Gesamtkohlenressource von 4719 Mio. t, aus der halbweiche Kokskohle, thermische Kohle und metallurgische Kohle hergestellt werden können.
Etwa 22 Mio. t der jährlichen Produktion sind Kraftwerkskohle, die im Rahmen eines bestehenden Liefervertrags auf einem 7 km langen Förderband direkt zu den Kraftwerken Matimba und Medupi von Eskom transportiert wird. Weitere 1,5 Mio. Tonnen metallurgische Kohle werden im Inland an die Metallindustrie und andere Unternehmen mit kurzfristigen Verträgen verkauft. Grootegeluk produziert zudem 2,5 Mio. Tonnen halbweiche Kokskohle, von der der größte Teil im Rahmen eines langfristigen Liefervertrags direkt an ArcelorMittal geliefert wird. Ungefähr 1 Mio. t pro Jahr halbweiche Kokskohle und thermische Kohle werden über das Richards Bay Coal Terminal exportiert oder im Inland verkauft.

## Einzelnachweise

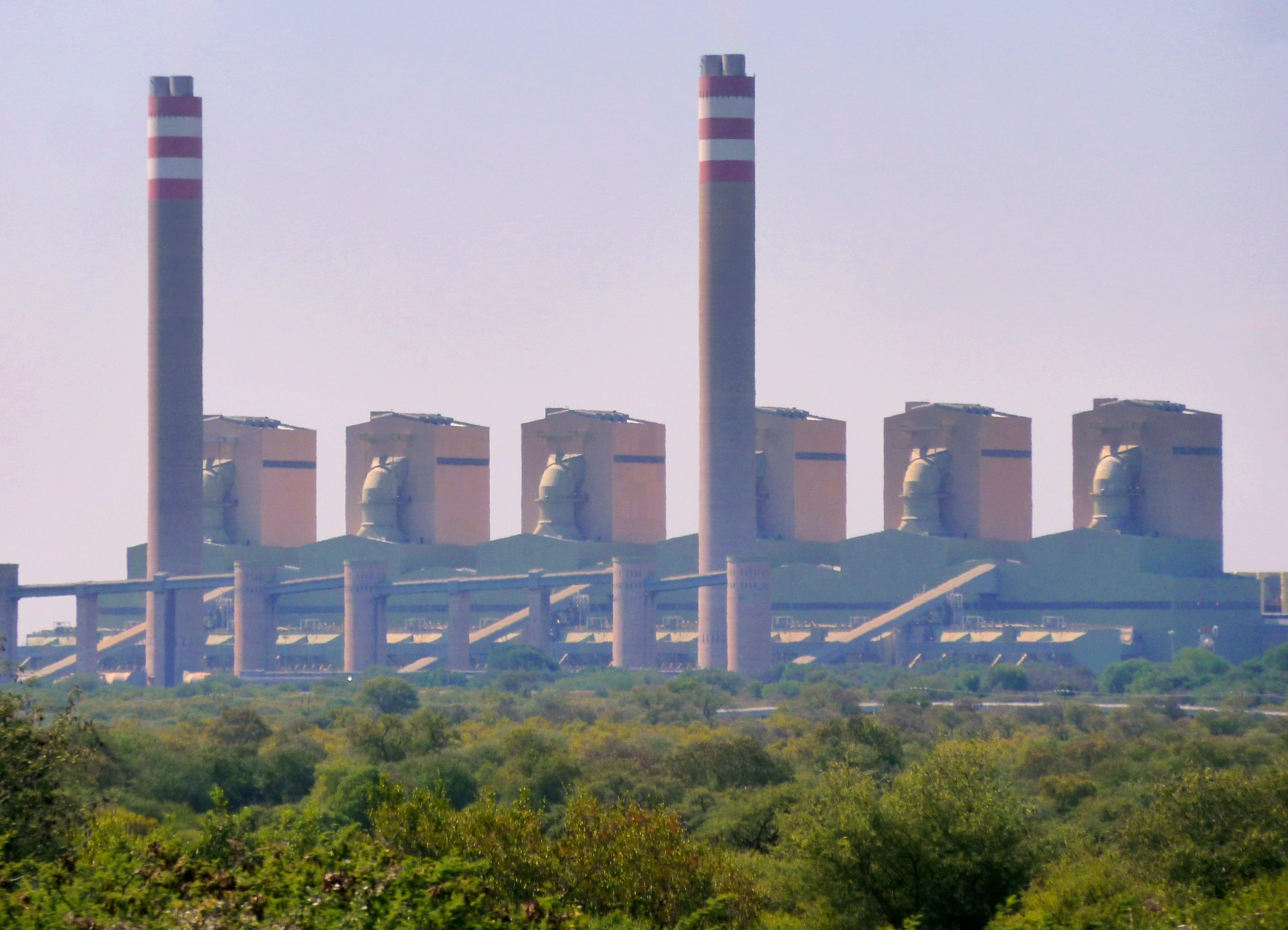
Das von Grootegeluk belieferte Kraftwerk Matimba